# Bou (crustaci)
El bou o bou de mar (Cancer pagurus) és una espècie de crustaci decàpode marí de l'infraordre dels braquiürs, comestible i apreciat en gastronomia.

## Morfologia
El bou té una coloració general marró vermellosa o groguenca, més o menys uniforme; els individus joves són d'un color violaci. Pot assolir els 20 cm de llarg i els 30 cm d'amplada. Té el cos ample, oval i convex, amb solcs molt febles. El front té cinc dents obtuses, que no ultrapassen el perfil general de la carcassa; el marge anterolateral té nou 9 dents amples, obtuses i arrodonides. Els quelípeds són grans i llisos, sense espínules, negres a la punta. Els quatre de potes són peludes i similars, però sense veritables espines o espínules.

## Història natural
Espècie bentònica, que viu sobre fons de roca, entre la franja intercotidal i els 100 m, generalment, entre 6 i 40 m; els joves vien en aigües més someres.

## Distribució geogràfica
Present a la Mediterrània Occidental i part de l'Oriental. A l'Atlàntic Oriental, des de les Illes Lofoten, Illes Britàniques, Golf de Biscaia i Portugal fins al Marroc.

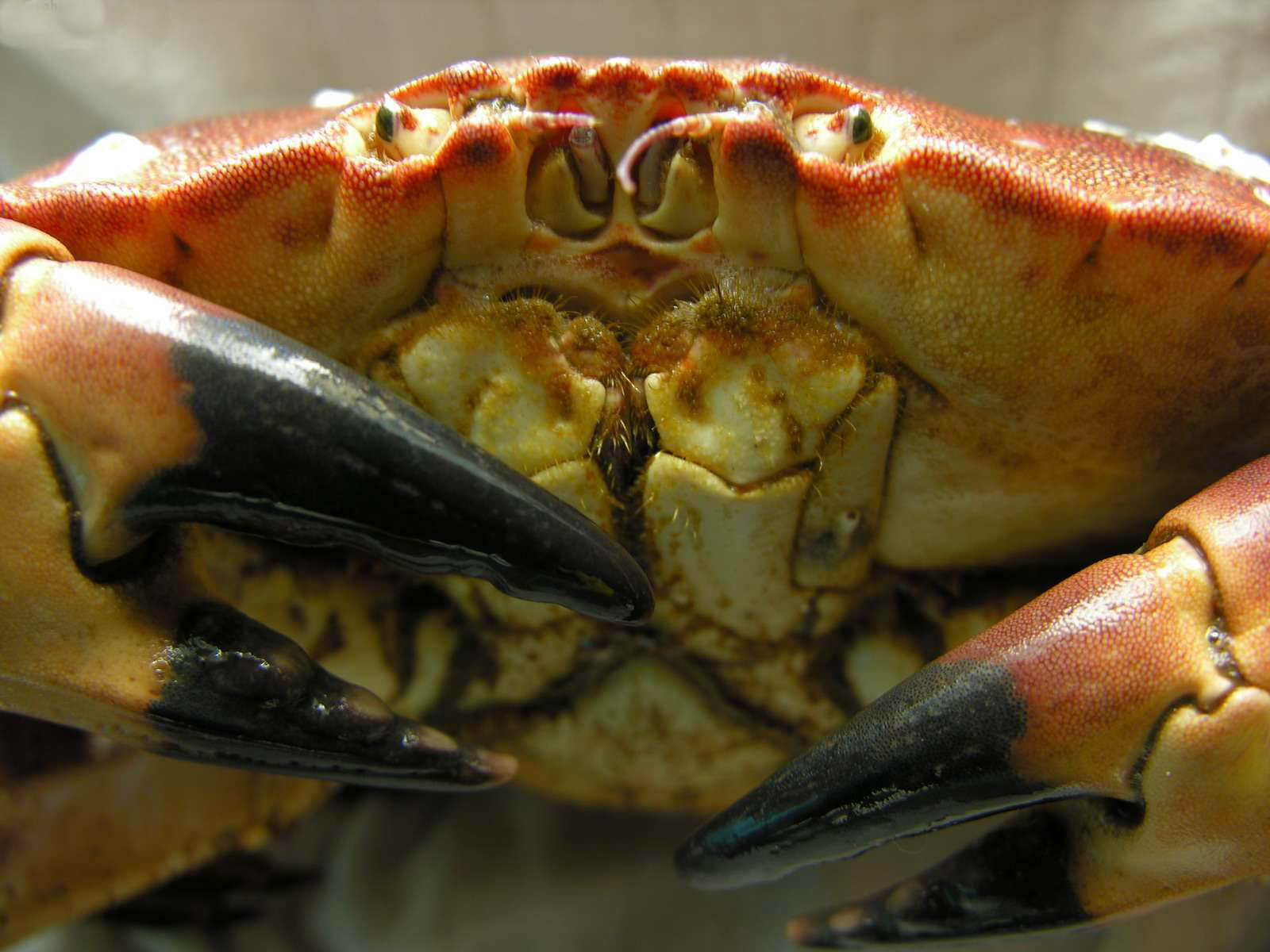
Primer pla d'un bou fotografiat a Galícia.

## Pesca
D'interès comercial relatiu a la Mediterrània. Es captura amb nanses, dragues, tremalls de fons i, ocasionalment, amb arts d'arrossegament. Totes les peces que es poden trobar als mercats dels Països Catalans són de procedència atlàntica. La seua pesca no està regulada ni té talla mínima legal.